# Jason Cooper
Jason Toop Cooper (Londra, 31 gennaio 1967) è un batterista britannico, noto per la sua attività con la band The Cure.

## Storia
Comincia a suonare con Jean-Jacques Burnel degli Stranglers prima di passare ai My Life Story, con i quali pubblica Mornington Crescent nel 1995.
In quello stesso anno si unisce ai Cure, rimpiazzando Boris Williams alla batteria, dopo aver risposto ad un annuncio piazzato sul Melody Maker. È stato dunque nei Cure fin dalle registrazioni dell'album Wild Mood Swings, anche se non ha contribuito all'intero album (come si nota dai crediti del disco, che citano più di un batterista), rimanendo nella band anche dopo il terremoto avvenuto nel 2005 con il licenziamento in tronco di Perry Bamonte e Roger O'Donnell.
Oltre all'attività di batterista con i Cure, compone colonne sonore: ha vinto insieme a Oliver Kraus il premio "Best Original Score" al Solstice Film Festival del 2008 per la sua collaborazione al film From Within.
Ha inoltre contribuito alla realizzazione dell'album Froot della cantante gallese Marina and the Diamonds.
Si è sposato il 15 maggio 2004 con la fidanzata Allison.

## Rapporto con i fan
Inizialmente Jason Cooper non è stato molto apprezzato come batterista da alcuni dei fan dei Cure, scontando l'ottima reputazione di cui godeva il suo predecessore Boris Williams, che era nel gruppo durante il periodo d'oro 1985-1992. A difesa di Jason si è più volte espresso Robert Smith, definendolo a volte addirittura meglio di Boris..
Col tempo le critiche sono andate polarizzandosi tra chi lo ritiene ormai un batterista esperto e talentuoso e una minoranza di più nostalgici che continuano a preferirgli Boris.